# Марментино
Марментино (итал. Marmentino) је насеље у Италији у округу Бреша, региону Ломбардија.
Према процени из 2011. у насељу је живело 712 становника. Насеље се налази на надморској висини од 883 м.

## Становништво
Према резултатима пописа становништва 2011. у општини је живело 676 становника.
| 1951. | 1961. | 1971. | 1981. | 1991. | 2001. | 2011. |
| ----- | ----- | ----- | ----- | ----- | ----- | ----- |
| 1.004 | 1.022 | 841   | 728   | 665   | 712   | 676   |